# Neuropeltis indochinensis
Neuropeltis indochinensis är en vindeväxtart som beskrevs av V. Ooststr. Neuropeltis indochinensis ingår i släktet Neuropeltis och familjen vindeväxter. Inga underarter finns listade i Catalogue of Life.